# Léon Goldberg
Pour les articles homonymes, voir Goldberg.
Léon (Lejb) Goldberg dit Julien (14 février 1924 à Łódź (Pologne) - fusillé au fort du Mont-Valérien le 21 février 1944) est un Juif polonais, combattant du mouvement français de résistance intérieure FTP-MOI au sein du Groupe Manouchian-Boczov-Rayman  des FTP-MOI de la région parisienne, dont une dizaine avaient leur portrait sur l'Affiche rouge.

## Biographie

### Jeunesse
Léon Goldberg est né le 14 février 1924 à Łódź en Pologne. Il est le fils de Jacob Goldberg et de Rywka Goldberg. Jacob Goldberg est né le 15 avril 1901 à Radomsk (Radomsko) en Pologne. Rywka Goldberg (née Jellen) est née le 1er janvier 1894 à Zwoleń en Pologne. En 1928, Jacob Goldberg s’expatrie en France, et fait venir sa femme, Rywka et son fils, Léon Goldberg, en 1929. Ils demeurent à Paris où naissent deux autres garçons, Henri Goldberg, né le 27 mars 1931 dans le 10e arrondissement de Paris et Max Goldberg, né le 25 août 1934 dans le 4e arrondissement de Paris.

### Seconde Guerre mondiale
Lors de la rafle du Vélodrome d'Hiver le 16 juillet 1942, les parents de Léon l’envoient se cacher chez une voisine, tandis qu'ils restent chez eux avec ses deux jeunes frères. Ils sont arrêtés et déportés à Auschwitz, dont aucun d'eux ne reviendra. Jacob Goldberg est déporté par le Convoi No. 13, en date du 31 juillet 1942, de Pithiviers à Auschwitz et Rywka Goldberg, Henri Goldberg et Max Goldberg sont déportés par le Convoi No. 21, en date du 19 août 1942, de Drancy à Auschwitz. Leur dernière adresse est au 32 rue de Meaux dans le 19e arrondissement de Paris.
Léon Goldberg rejoint alors les FTP-MOI, intégrant le 2e détachement (juif), puis le 4e détachement dit des dérailleurs. Il prend le pseudonyme de Julien.
Le 23 septembre 1943, Léon Goldberg, Joseph Boczov et deux autres combattants de la MOI se rendent par le train à Brie-Comte-Robert. De là, ils vont à Coubert où ils effectuent un sabotage sur la voie ferrée. Le lendemain ils reprennent le train à Lieusaint pour rentrer à Paris.
Le 21 octobre 1943, Léon Goldberg, Joseph Boczov, Maurice Fingercwajg, Jonas Geduldig dit Martiniuk, Thomas Elek et un sixième résistant, tous de la MOI, partent en mission pour faire stopper un convoi allemand sur la ligne Paris - Troyes, à Grandpuits près de Mormant.
Dans la nuit du 24 au 25 octobre, ils attaquent un train se composant de 51 wagons dont 27 seront détruits et obstrueront les deux voies en occasionnant la destruction de blé, de bois, de divers colis et de moteurs d’avions. Deux convoyeurs militaires allemands sont tués et le chef de train est légèrement blessé.
Mais ils n'ont pas repéré qu'ils étaient filés par la BS2. Trois résistants sont faits prisonniers et les trois autres s'enfuient mais sont repérés.
Léon Goldberg est arrêté à Mormant, jugé le 15 février 1944 et condamné à mort,,.

### Mort

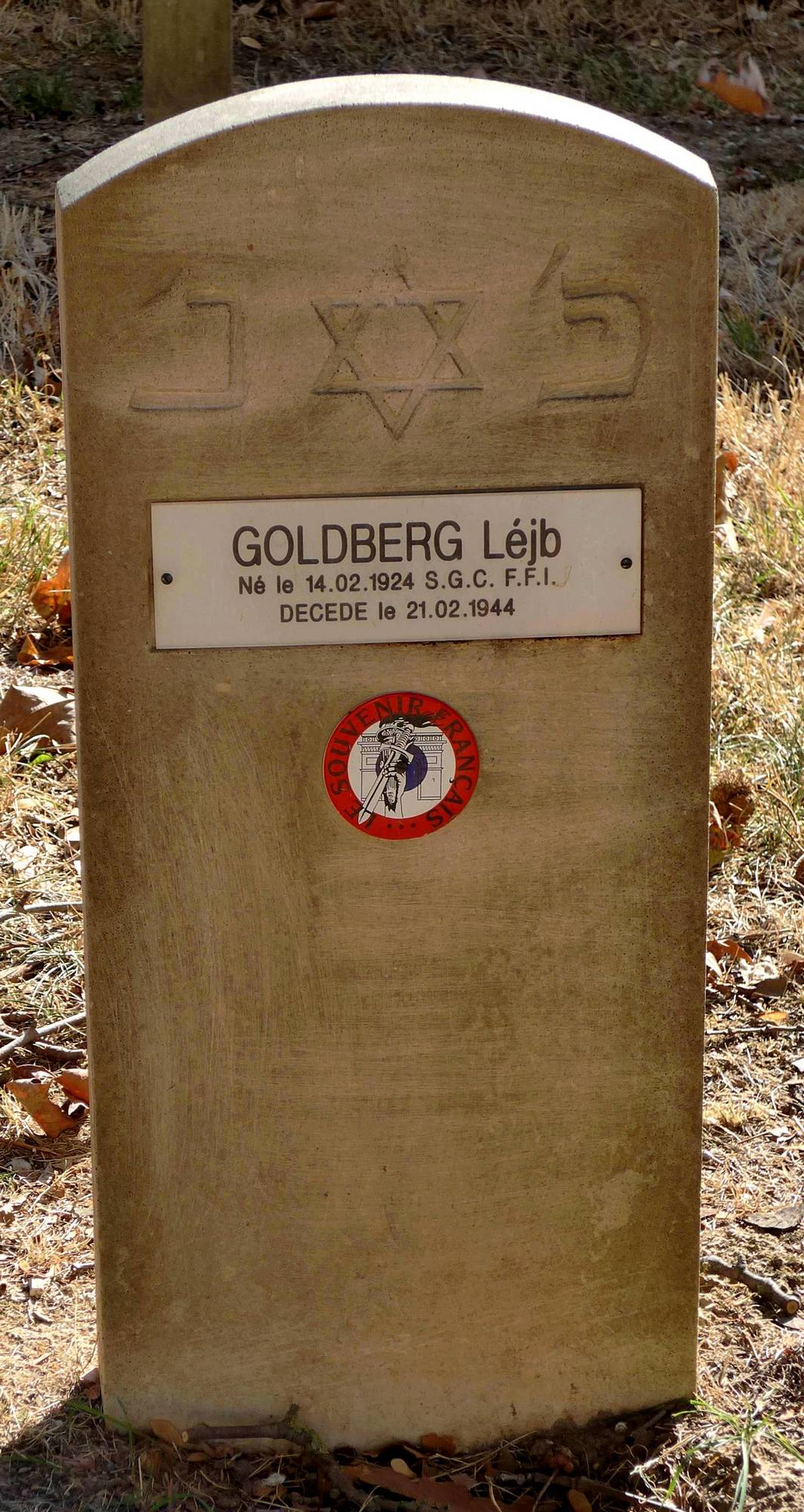
Tombe au cimetière parisien d'Ivry.

Léon Goldberg est fusillé au fort du Mont-Valérien le 21 février 1944 avec 21 autres membres du groupe Manouchian,.
Son corps repose dans le carré des fusillés au cimetière parisien d'Ivry.
La mention Mort pour la France est attribuée à Léon Goldberg par le ministère des Anciens Combattants en date du 15 février 1949.
Le 21 février 2024, il est cité « Mort pour la France », ainsi que ses 23 autres camarades, avec l'entrée de Missak et de Mélinée Manouchian lors de la cérémonie de panthéonisation en présence d'Emmanuel Macron, président de la République française. Une plaque portant son nom et ceux des 23 résistants du groupe Manouchian est apposée au Panthéon. Son portrait figure avec les autres camarades du groupe des FTP-MOI de l'Ile-de-France.

## Liste des membres du groupe Manouchian exécutés

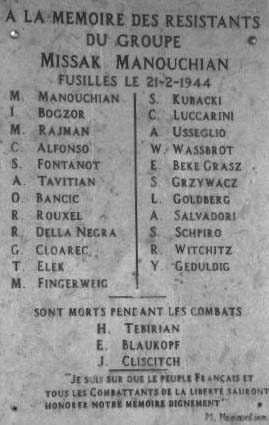
Mémorial de l'Affiche rouge à Valence.

La liste suivante des 23 membres du groupe Manouchian exécutés par les Allemands signale par la mention (AR) les dix membres que les Allemands ont fait figurer sur l'Affiche rouge :
- Celestino Alfonso (AR), Espagnol, 27 ans
- Olga Bancic, Roumaine, 32 ans (seule femme du groupe, guillotinée en Allemagne le 10 mai 1944)
- Joseph Boczov [József Boczor; Wolff Ferenc] (AR), Hongrois, 38 ans - Ingénieur chimiste
- Georges Cloarec, Français, 20 ans
- Rino Della Negra, Italien, 19 ans
- Thomas Elek [Elek Tamás] (AR), Hongrois, 18 ans - Étudiant
- Maurice Fingercwajg (AR), Polonais, 19 ans
- Spartaco Fontanot (AR), Italien, 22 ans
- Jonas Geduldig, Polonais, 26 ans
- Emeric Glasz [Békés (Glass) Imre], Hongrois, 42 ans - Ouvrier métallurgiste
- Léon Goldberg, Polonais, 19 ans
- Szlama Grzywacz (AR), Polonais, 34 ans
- Stanislas Kubacki, Polonais, 36 ans
- Cesare Luccarini, Italien, 22 ans
- Missak Manouchian (AR), Arménien, 37 ans
- Armenak Arpen Manoukian, Arménien, 44 ans
- Marcel Rayman (AR), Polonais, 21 ans
- Roger Rouxel, Français, 18 ans
- Antoine Salvadori, Italien, 24 ans
- Willy Schapiro, Polonais, 29 ans
- Amedeo Usseglio, Italien, 32 ans
- Wolf Wajsbrot (AR), Polonais, 18 ans
- Robert Witchitz (AR), Français, 19 ans